# IC 5332
</tr 
IC 5332 је спирална галаксија у сазвјежђу Вајар која се налази на листи објеката дубоког неба у Индекс каталогу.
Деклинација објекта је - 36° 6' 5" а ректасцензија 23h 34m 27,4s. Привидна величина (магнитуда) објекта IC 5332 износи 10,4 а фотографска магнитуда 11,1. Налази се на удаљености од 8,4</tr милиона парсека од Сунца. IC 5332 је још познат и под ознакама ESO 408-9, MCG -6-51-12, PGC 71775.